# Enigma2
Enigma2 je aplikace vytvářející grafické uživatelské rozhraní pro ovládání přijímačů digitálního televizního vysílání (DVB-S, DVB-C a DVB-T), televizních set-top boxů a IPTV přijímačů. Enigma2 je navržena pro ovládání dálkovým ovladačem a poskytuje funkce, kterými disponují televizory nebo chytré televizory, jako naladění tunerů na dostupné satelitní transpondéry, kabelové kanály a pozemní televizní vysílače, výběr televizního nebo rozhlasového kanálu, který chce uživatel sledovat, timeshift, nahrávání vybraných pořadů, streaming pořadu na jiné zařízení (osobní počítač, mobilní telefon), aj. Další funkce jsou dostupné pomocí zásuvných modulů (pluginů) – např. elektronický programový průvodce (EPG), HbbTV, přístup do televizních archivů, přístup do filmových databází, přehrávání multimediálních nahrávek, prohlížení fotografií apod.
Názvem Enigma2 bývá často označována celá linuxová distribuce určená pro zařízení pro příjem televizních, případně rozhlasových pořadů obsahující aplikaci enigma. Někdy se pro distribuci používá pro odlišení název Linux E2 nebo E2 Linux, časté je také označení podle konkrétního projektu nebo vývojářského týmu – OpenATV, OpenPLi, OpenViX, EGAMI, OpenEight, Black Hole, OpenDroid, apod.

## Historie
Enigma je jedno z uživatelských rozhraní vyvinutých v rámci projektu TuxBox v letech 2000-2001 pro přijímače digitálního satelitního vysílání DBox-2. Ve vývoji pak pokračovala firma Dream Multimedia pro své přijímače Dreambox, která v roce 2006 přišla s novou verzí nazývanou enigma2.  V té době se objevilo mnoho dalších výrobců, kteří příliš nepřispívali k vývoji, ale konkurovali firmě Dream Multimedia cenou. Firma se proto rozhodla, že část softwaru nebude k dispozici se zdrojovými texty. V současnosti existuje okolo 20 týmů, které vyvíjejí aplikaci enigma2, ovladače a udržují vlastní verzi distribuce pro několik desítek zařízení.

## Vlastnosti
Program enigma2 zajišťuje zobrazování přijímaného televizního programu na obrazovce televizoru připojeného obvykle pomocí HDMI kabelu, tímto kabelem se přenáší také zvukový doprovod. Enigma2 zároveň vytváří grafické uživatelské rozhraní navržené pro ovládání infračerveným dálkovým ovladačem, které se zobrazuje přímo na obrazovce televizoru a ve formě menu, dialogů a formulářů umožňuje provést všechna základní nastavení set-top boxu nebo přijímače. 

### Pluginy
Funkčnost programu enigma2 doplňují, případně rozšiřují zásuvné moduly – pluginy.
Některé pluginy realizují přímo určité funkčnosti chytrých televizorů, např.
- Elektronický programový průvodce (EPG)
- Zobrazení naladěných kanálů a jejich přepínání
- Záznam vysílání a timeshift
- Přehrávání pořízených nahrávek
- Teletext
- HbbTV
- KODI multimediální centrum

Chování těchto pluginů lze přizpůsobit v menu pluginy. Jiné pluginy, které implementují další rozšiřující funkce, se z tohoto menu vyvolávají.

### Disk
Pro záznam pořadů a funkci timeshift a pro další funkce jako zálohování systému a nastavení lze k set-top boxu s enigma2 připojit externí pevný disk nebo USB flash disk. Některé přijímače mají disk přímo zabudovaný nebo lze do nich nainstalovat interní počítačový disk. Je také možné používat síťové úložiště, případně sdílení disku z počítače.

### Síťové rozhraní
Pro přístup k Internetu, přístup na síťová disková úložiště nebo ke sdíleným složkám na počítači, streamování pořadů do počítače, mobilního telefonu nebo jiného přijímače a pro ovládání přijímače z počítače přes webový prohlížeč, případně další účely má většina přijímačů zabudované rozhraní Ethernet a/nebo WiFi, případně je možné k nim připojit externí WiFi modul. Přijímač využívá protokol DHCP pro dynamické přidělování IP adresy, ale pokud si uživatel přeje ovládat přijímač pomocí webového prohlížeče, přenášet soubory protokoly File Transfer Protocol (FTP) nebo SFTP nebo se interaktivně přihlašovat k přijímači protokoly telnet nebo SSH, je vhodné přijímač zkonfigurovat, aby používal pevnou IP adresu.

### Ovládání webovým klientem
Většinu funkcí programu enigma2 lze ovládat z webového prohlížeče pomocí rozhraní OpenWebif. Jeho součástí je i virtuální dálkový ovladač, který poskytuje stejné funkce jako dálkové ovládání dodávané k přijímači. Používání tohoto rozhraní je nutné povolit v nastavení přijímače a vygenerovat přístupové heslo. Připojení k přijímači je obvykle možné pouze z vnitřní sítě protože většina poskytovatelů internetu přiděluje adresy připojeným uživatelům dynamicky a neumožňuje připojení z internetu do domácí sítě.

### Streamování videa
Enigma2 umožňuje streamovat přijímané pořady i videosoubory uložené na disku.
Nejsnazší přístup ke streamování je použití rozhraní OpenWebif. Kliknutím na symbol obrazovky nebo mobilu u každého programu nebo videosouboru se do počítače stáhne soubor *.m3u, který umí otevřít například program VLC.
U jednotunerových přijímačů lze streamovat jeden nebo více pořadů z jednoho multiplexu nebo transpondéru a zároveň nahrávat další pořad a případně sledovat další pořad z téhož multiplexu nebo transpondéru. U vícetunerových přijímačů lze v jednom okamžiku streamovat a sledovat i pořady z různých multiplexů a transpondérů (je třeba tuner pro každý multiplex nebo transpondér). Nahrávání pořadů má přednost, takže při nahrávání pořadů nelze přepínat na kanály, pro které není volný tuner, a při nahrávání pořadů zadaných pomocí časovače může dojít k přepnutí ze sledovaného kanálu na nahrávaný.

### Aktualizace softwaru
Pokud je přijímač připojen k Internetu, lze provádět aktualizace programového vybavení z internetových repozitářů. Před aktualizací je vhodné provést zálohu systému, aby v případě problémů bylo možné se vrátit k funkční verzi systému.

### Zálohování systému a nastavení
Enigma2 má funkce pro zálohování systému na připojený disk nebo síťové úložiště. Je možné zálohovat buď pouze nastavení (zálohují se konfigurační soubory, jejich počáteční seznam lze upravovat), nebo celý systém (interní svazek, resp. jeho jeden oddíl nazývaný slot), u Multiboot systémů také multiboot zavaděč.

### Images
Image je kompletní obraz disku. Vzhledem k tomu, že velikost záznamů vysílání bývá řádově gigabyty, je obvyklou metodou instalace softwaru na set-top boxy s enigma2 instalace kompletního obrazu disku, která mívá velikost stovky megabytů. 

### Multiboot
Některé přijímače umožňují nainstalovat na interní svazek několik různých obrazů systému (obvykle max. 4, každý do samostatného prostoru nazývaného slot) a před restartem systému stanovit, ze kterého slotu se má systém zavést. Tato funkce je užitečné pro porovnávání funkčnosti různých obrazů disku (image), ať různých verzí nebo od různých týmů, a v případě problémů s přijímačem (umožní odlišit hardwarové problémy od softwarových). Jinou možností, jak nabootovat přijímač do jiného systému nebo verze je použití USB disku nebo SD/SDHC karty.

### Skiny
Vzhled programu enigma2 ve většině distribucí je poměrně široce konfigurovatelný. Skin v tomto kontextu znamená kompletní popis vzhledu tj. umístění menu, barvy, písmo, obrázky v jednotlivých úrovních menu, informace, které se zobrazují na informačních obrazovkách apod. Z menu pro instalaci doplňků lze nainstalovat alternativní vzhled, potom vybrat některý z nainstalovaných skinů a aktivovat jej restartem enigma2 (GUI).

### Přenos souborů
Pro přenos souborů mezi přijímačem a počítači v domácí síti je možné používat protokoly FTP, SFTP nebo sdílení adresářových stromů v přijímači pomocí protokolu Samba nebo Network File System (NFS). Pro stahování videosouborů z přijímače do počítače lze použít i rozhraní OpenWebif.

### Picons
Picons jsou ikony jednotlivých televizních stanic. Jejich použití zrychluje orientaci v seznamech stanic.

### Prostředí příkazového řádku
K přijímači s enigma2 se lze připojovat pomocí terminálového emulátoru protokolem telnet nebo SSH. Tento způsob přístup je nutné povolit a vygenerovat přístupové heslo. Po přihlášení se uživatel dostane do prostředí příkazového řádku systému Linux, proto je nutná znalost tohoto prostředí a pokud možno i některých specialit systémů E2 Linux. Tento přístup je spíše doplňkem, který je umožněn použitím systému Linux, protože velká část potřebných funkcí je realizována programem enigma2 nebo pluginy.

## Technická realizace
Program enigma2 implementuje grafické uživatelské rozhraní (GUI) pro ovládání DVB přijímačů; pro grafický výstup nepoužívá X Window System, jak je obvyklé v linuxových systémech, ale přímý přístup k framebufferu; pro běh využívá jádro a prostředí operačního systému Linux, obvykle v odlehčených verzích (BusyBox, dropbear, apod.), pro buildování se používá prostředí OpenEmbedded (OE). Konfigurace funkcí potřebných pro správu systému je realizována v podobě menu a textových dialogů. Jádro programu Enigma2 je napsané v programovacím jazyce C++ a vytváří API pro pluginy psané v jazyce Python. Na webu satsupreme.com je k dispozici tutoriál pro psaní pluginů včetně balíčku se zdrojovými texty ukázek jednoduchých pluginů.